# María José Horcajada i Bell-lloch
María José Horcajada i Bell-lloch (Lleida, 7 de setembre de 1970) és una advocada i política catalana. És llicenciada en Dret per la Universitat de Deusto i Diplomada en Dret Fiscal i Tributari per ESINE. Milita al Partit Popular des de 1995 i fou presidenta de Noves Generacions a Lleida fins al 2001. Actualment, és la portaveu del PP a la Paeria de Lleida i l'única diputada d'aquest partit a la Diputació de Lleida.